# قانون (صحيفة)
قانون هي صحيفة إيرانية يومية تهتم بأخبار السياسة والاقتصاد. وهي محسوبة على التيار الإصلاحي ومؤيدة للرئيس حسن روحاني، وكان أول ظهور لها في 2012. تعرضت إصدارات الصحيفة للحظر عدة مرات، كان آخرها بعد نشرها عنوانًا رئيسيًّا متعلقًا بالرئيس السوري بشار الأسد، حيث وصفه العنوان بالضيف غير المدعو.

## استشهادات
1. ↑  ""ضيف غير مدعو" يتسبب في حظر صحيفة في إيران". العرب. 28 فبراير 2019. مؤرشف من الأصل في 2019-12-12. اطلع عليه بتاريخ 2019-02-27.